# Airbus Helicopters VSR700
Die VSR700 ist eine Hubschrauberdrohne des Herstellers Airbus Helicopters. Sie basiert auf dem Guimbal Cabri G2 und wird im Rahmen des Beschaffungsprogramms Système de Drones Aériens de la Marine für die französische Marine entwickelt. Für das von einem Dieselmotor angetriebene Fluggerät wird eine Flugdauer von über 10 Stunden angestrebt. Das maximale Abfluggewicht MTOW beträgt 760 kg mit einer Nutzlast von bis zu 250 kg. Während Airbus Helicopters die Entwicklung des Fluggeräts übernimmt, ist der Partner DCNS für die Integration in die Schiffssysteme zuständig.

## Einsatz und Ausrüstung
Die VSR700 ist für die Seeaufklärung vorgesehen. Dazu kann sie mit Radar, Tageslicht- und Infrarotkameras ausgestattet werden. Auch Sonarbojen gehören zur möglichen Nutzlast. Für Rettungsaufgaben könnten aufblasbare Rettungsinseln mitgeführt werden.
Im Juni 2017 fanden erste Flugversuche statt, zunächst noch mit einem Sicherheitspiloten an Bord. Versuche auf See an Bord der französischen Fregatte Forbin, einem Schiff der Horizon-Klasse, folgten. Die militärische Zulassung wurde für 2019 angestrebt und die Auslieferung wäre für 2020 geplant gewesen. Zwei Versuchsreihen Ende 2022 und Anfang 2023 auf der Île du Levant in Südfrankreich stellten die Fähigkeit, in einem maritimen Umfeld zu operieren, unter Beweis, im Mai 2023 folgten Tests von einem zivilen Schiff auf See unter schwierigen Umweltbedingungen und unabhängig von verschlechterten Sichtbedingungen. Dabei wurden 80 völlig autonome Starts und Landungen mit einer Präzision von 10 bis 20 cm durchgeführt. Nun soll der zweite Prototyp seinen Erstflug absolvieren und in der zweiten Jahreshälfte von 2023 sollen Flugtests an Bord einer Fregatte der französischen Marine durchgeführt werden.

## Technische Daten
| Kenngröße             | Daten                                |
| --------------------- | ------------------------------------ |
| MTOW                  | 760 kg                               |
| Nutzlast              | 250 kg                               |
| Länge                 | 6,2 m                                |
| Rotordurchmesser      | 7,2 m                                |
| Höhe                  | 2,28 m                               |
| Höchstgeschwindigkeit | 101 kt (187 km/h (MTOW, Meereshöhe)) |
| Dienstgipfelhöhe      | 20.000 ft (6.100 m)                  |
| Triebwerksleistung    | 155 PS (ca. 110 kW)                  |